# 연조귀감

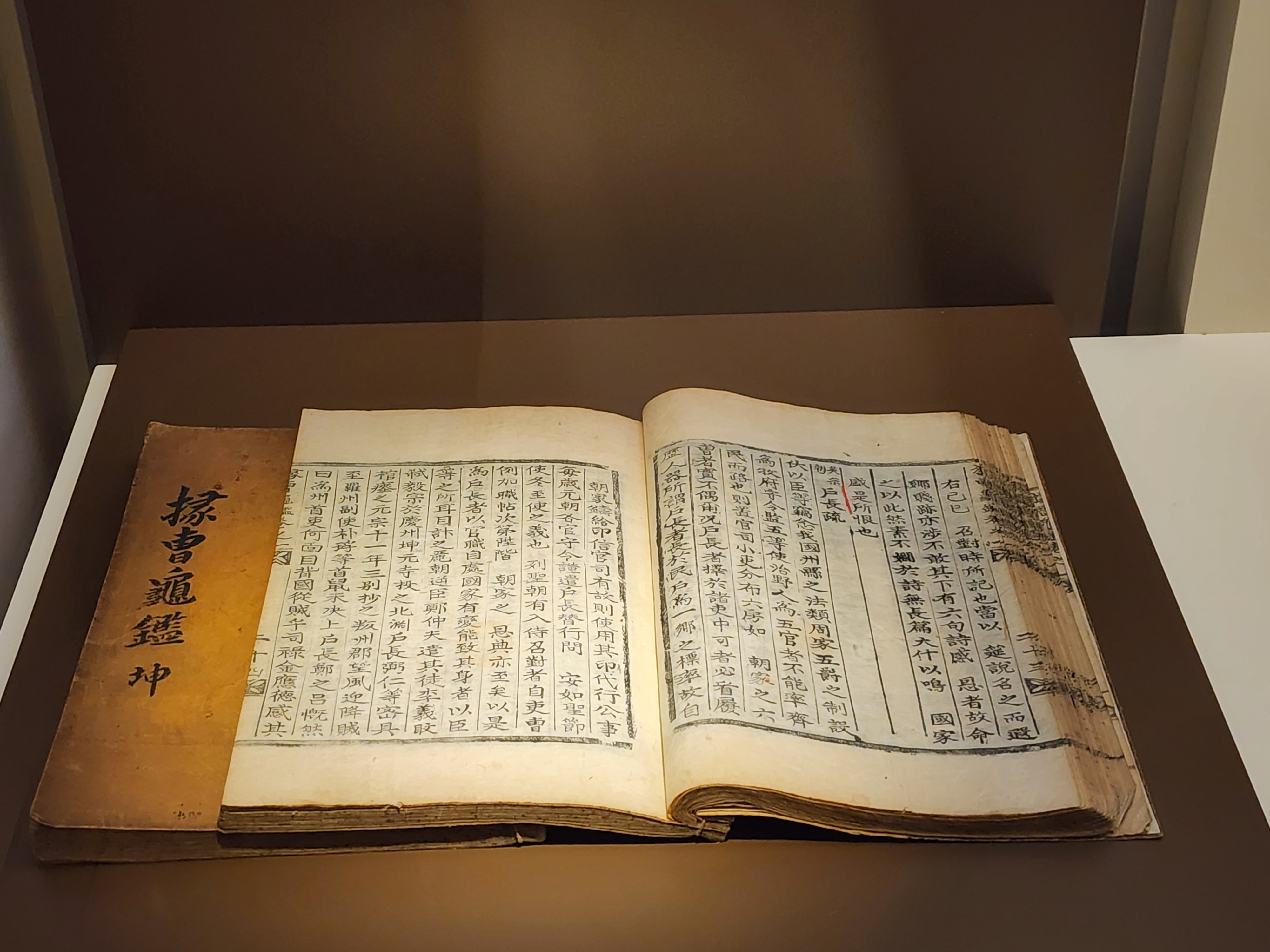
국립중앙박물관의 연조귀감

《연조귀감》(掾曹龜鑑)은 조선의 관인 이진흥(李震興)이 향리(鄕吏)에 관계된 기록 및 그들 가운데서 뛰어난 인물의 전기를 모아 엮은 책이다. 필사본. 3권 2책. 필사본이 서울대학교 규장각 가람문고에 소장되어 있다.

## 개요
제목의 '연(掾)'은 '아전'을 가리키고 마을 '조(曹)'에는 '관아', '관리'라는 뜻이 있다. 연조란 '하급 관리' 즉 향리를 의미하는 다른 말이다. 당시 상산 박씨 북파와 더불어 상주(尙州)의 읍권(邑權)을 장악한 향리 가문이었던 경주(월성) 이씨 자손인 저자 이진흥은 아버지 이경번의 뜻을 받들어, 아버지와 할아버지가 향리의 지위 상승을 호소하며 조정에 올렸던 상소를 비롯한 집안의 여러 자료들을 모으고, 이웃 향리 가문의 자료도 수집해서 정조(正祖) 원년(1777년) 무렵에 처음 편찬해냈다. 그 뒤 진흥의 아들인 이정하(李挺夏)와 손자 이복운(李復運)ㆍ만운(晩運) 형제의 노력을 거쳐 증손자 이명구(李明九)에 의해 헌종 14년(1848년)에 훨씬 더 많은 자료를 추가하여 《연조귀감ㆍ속편》이 목판본으로 간행되었다.
책을 간행하기에 앞서 이명구는 일단 간행을 미루고, 여러 양반들에게 완성된 《연조귀감》을 보내며 읽어줄 것을 부탁하고, 당대의 사대부이자 노론ㆍ소론ㆍ남인을 각각 대표하던 학자들에게 책의 서문과 발문을 지어줄 것을 청탁하여 간신히 집안의 5대에 걸친 편찬사업을 마무리지을 수 있었다고 한다.

## 구성
구성은 우선 제1권은 당대의 사대부 학자인 이휘령(李彙寧)ㆍ홍직필(洪直弼)ㆍ강필효(姜必孝) 등이 쓴 서문 및 발문과 함께, 《경국대전(經國大典)》에서 향리와 관련된 조목들을 뽑아 모은 경국전(經國典), 향리와 관련된 용어들을 모아 해석한 이직명목해(吏職名目解), 본래는 사족(士族)이었던 인물들이 조선조에 대한 복종을 꺼리고 거부하였거나 무고하게 누명을 쓰고 향리로 전락한 사례를 모은 불복신벌정록(不服臣罰定錄)과 사족강리록(士族降吏錄), 향리에 대한 처우 개선을 조정에 요구한 상소들을 모은 향리소복호헌의(鄕吏疏復戶獻議), 영조(英祖)의 감은시를 수록한 영종조감은시(英宗朝感恩詩), 향리들의 상소인 호장소(戶長疏)와 향공소(鄕貢疏), 그리고 향리들에 얽힌 기이한 이야기들을 수록한 연조기담(掾曹奇談)으로 되어 있다.
제2권과 제3권은 관감록(觀感錄)이라 하여, 향리들의 열전을 수록하였다. 책의 대부분을 차지하는 핵심부분으로 제2권은 고려편, 제3편은 조선편으로 이어진다. 그리고 여러 향리와 관련된 글을 모은 추부(追附)가 있는데 이는 이명구가 책을 중간할 때에 첨록한 것이다.
이명구의 간행본은 향리들이 편찬한 책의 서문과 발문을 포함하여 향리들과 관계된 글들이 추가된 점뿐 아니라, 적지 않은 변화가 더해졌다. 원본에 비해 훨씬 많은 자료가 추가되어 '효ㆍ열녀 별전(別傳)'이 들어가고, 향리 계층에 대한 관심이 보다 넓어져서 역리(驛吏)와 진리(鎭吏), 중앙의 경아전(京衙前)에 대한 항목까지 따로 설정하는 등의 변화를 보인다.

## 편찬 배경
《연조귀감》의 최종 편집이 완료된 시기에서 멀지 않은 1862년에는 경상도를 위시한 하삼도의 농민들이 관권에 저항해 대대적인 민중봉기를 일으켰다.(진주민란) 지방 사회에서 향리들은 오랫동안 이서(吏胥)로서 행정 실무를 전담해왔고, 착취'하는' 양반과 중앙정부, 그리고 착취'당하는' 농민들 사이의 상반된 요구와 이해를 중재하는 역할을 맡아왔다. 고려, 조선 전기까지만 하더라도 지배층의 일원으로 올라설 길이 열려 있었던 향리들은 점차 양반 중심체제가 굳어지고 수도 한양으로 권력이며 재부가 집중되는 현상 속에서 점차 차별이 깊어지고, 관직에 나갈 수 있는 길도 좁아져만 갔다. 중앙 관직으로 올라갈 길도 좁았고, 직역의 대가로 주어지는 녹봉도 받지 못하고 학문에만 종사하는 지식인들이 향리층 안에서는 증가해갔다. 조선조 후기의 숱한 농민봉기는 삼정의 문란으로 대표되는 부패한 양반 지배층의 행태를 겨냥한 것이었지만, 그 공격대상에는 지배층인 양반뿐 아니라 향리들도 포함되었다.
조선조 후기의 숱한 체제의 모순이나 지방 행정의 문란은 사실 중앙정부의 폐쇄적이고 고착화된 지배구조와 양반 위주의 사회체제에 더 큰 원인이 있어, 기존의 양반계층이 중앙의 관직과 지배층의 계급을 독점하고 향리들을 점차 차별하고 억압하는 현실 앞에서 향리들은 양반 행세를 할 수도 없고 과거를 통해 출세하는 것도 어려웠다. 결국 스스로 피지배층으로 내려가는 것 외에 향리들이 유일하게 택할 수 있는 길은 관청의 공무원직인 이임(吏任)뿐이었고 이를 두고 향리들은 서로 경쟁을 벌였다. 수요가 정해진 자리를 비집고 들어가기 위해서 향리들은 지방 수령에게 뇌물을 바치기도 하고 혹은 향리들 간에 뇌물을 주고 받기도 했다. 그렇게 이임을 얻은 향리들조차 녹봉도 받지 못하고 그나마 소유한 땅만 가지고는 직무에 필요한 경비를 충당할 길이 없어, 어떤 형태로든 부정을 저질러야 했다. 그 대상이 바로 농민이었다.
양반 지배층은 이 점을 들춰내면서 당시의 부정부패가 모두 향리들의 부패 때문에 일어난다고 몰아붙였다. 또한 농민들에게도 양반 수령의 아래서 실무를 도맡으며 자신들에게 (비록 생존을 위한 선택이었다지만) 착취를 행하는 향리는 양반의 수탈 및 착취 명령을 일선에서 시행하는 존재로 비쳐졌다. 따라서 민중봉기가 일어날 때면 양반 수령의 집보다도 향리들의 집이 가장 먼저 공격 대상이 되었다. 양반에게도 농민에게도 속하지 못하고 중간자로서 향리들은 언제나 양반들로부터는 '부패의 온상'으로 매도되고 또한 그런 오명을 뒤집어쓴 채 농민들의 분노를 감내해야만 했다. 이러한 현실 속에서 《연조귀감》은 향리와 양반이 모두 한 뿌리에서 나왔으며 향리 가운데에도 양반 못지 않게 훌륭한 이들이 많았음을 역설한다. 나아가 향리들은 체제 모순의 희생양일 뿐이지 그들의 인성까지, 양반들이 매도하는 것만큼 악한 것이 아니라는 변론을 펼치며, 열악한 대우도 모자라 자신의 역할도 인정받지 못하는 환경 속에서 향리들은 그들의 임무를 충실하게 수행하였다고 호소한다. 나아가 향리들의 역할과 중요성을 강조하며 향리 출신들에게도 관직에 나아갈 길을 열어주어야 한다고 주장하고 있는 것이다. 《연조귀감》의 출간에 경상도 지역의 향리들이 모두 돈과 힘을 몰아주며 호응하였다는 것은 이 책이 그러한 향리들의 입장을 적극 대변하고 있었던 것과 무관하지 않다.

## 의의
이 책은 본래 향리 집안의 후손인 저자 이진흥이 향리의 기원과 형성 과정 및 위업을 밝히며 향리와 양반이 원래는 같은 신분이었음을 재인식시키고, 그에 상응하는 신분상의 지위 변화를 개진하고자 하는 의도로 지은 것이다. 향리들의 이같은 편찬 사업은 18세기 이래 점차 증가하였으며, 형태도 한 가문의 자손 전승을 위한 것에서부터 한 지역의 향리 전체를 대상으로 하는 사업으로 확대되었는데, 《연조귀감》도 이러한 시대적 배경 아래서 나온 것이다. 기존의 향리에 관한 서적들이 특정 향리 집안이나 특정 지역 범위를 벗어나지 못했던 것과는 달리, 이 책은 ≪고려사≫를 비롯한 문집ㆍ읍지 등을 참조하여 전국의 향리를 대상으로 서술하였다. 시기적으로도 고려 때부터 19세기 중엽까지 걸쳐 있어 향리의 기원을 살펴볼 수 있다. 따라서 고려와 조선 향리들의 실태를 파악하는 자료로서뿐만 아니라 신분질서가 동요되는 시기의 새로운 역사의식과 서술이라는 점에서 주목받고 있다. 나아가 신라 말기 호족들의 동향을 연구하는 데에 중요 자료로 꼽히기도 한다.
《연조귀감》의 목판본은 현재 국립중앙박물관에서 소장하고 있다.

## 번역
1982년 서강대학교 인문과학연구소에서 영인본과 국역본을 합본 출간하였으며, 2018년에 민속원에서 전2권으로 번역 출간하였다.

## 참고 문헌
- 『규장각에서 찾은 조선의 명품들』 신병주 저, 책과 함께
- 『조선시대 조선시대 사람들』이영화 저, 가람기획
- 『영남을 알면 한국사가 보인다』 역사학자 저, 푸른역사